# Malawisaurus dixeyi
Il malawisauro (Malawisaurus dixeyi) è un dinosauro erbivoro appartenente ai sauropodi. Visse nel Cretaceo inferiore (Aptiano, circa 115 milioni di anni fa) e i suoi resti fossili sono stati ritrovati in Africa (Malawi). È considerato uno dei più antichi titanosauri.

## Descrizione
Questo dinosauro è noto per alcuni resti incompleti ma piuttosto abbondanti, comprendenti gran parte dello scheletro postcranico, parte del cranio e resti di un'armatura dermica. Malawisaurus doveva essere lungo circa 16 metri, dotato di un corpo massiccio, di un collo lungo e di arti colonnari come tutti i sauropodi. Il cranio doveva essere piuttosto corto e squadrato simile a quello dei sauropodi macronari più primitivi come Camarasaurus. Il corpo era ricoperto da un'armatura costituita da placche ossee immerse nella pelle (osteodermi), una caratteristica che si ritrova in molti sauropodi titanosauri.

## Classificazione
I resti di Malawisaurus sono stati descritti per la prima volta nel 1928 da Sidney H. Haughton, che non riconobbe l'esatta natura dell'animale e li attribuì a un sauropode già noto in precedenza, Gigantosaurus, istituito sulla base di frammenti ritrovati in Inghilterra e al quale vennero in seguito attribuite alcune specie di sauropodi ritrovati in Tanzania. In seguito venne attribuito al genere Tornieria (che era stato istituito in precedenza per accogliere le specie africane di Gigantosaurus), ma fu solo nel 1993 che venne operata una ridescrizione del materiale. Malawisaurus è attualmente considerato un rappresentante primitivo e arcaico dei titanosauri, il gruppo di sauropodi più diffuso nel Cretaceo. Un altro probabile titanosauro del Malawi è Karongasaurus.